# Пролеска Розена
Пролеска Розена (лат. Scilla rosenii) — многолетнее луковичное растение; вид рода Пролеска подсемейства Пролесковые семейства Спаржевые.
Декоративное растение, выделяющееся среди других видов пролесок бывшего СССР самым крупным цветком — длина необычно загнутых назад листочков околоцветника достигает 3 см.
Вид был описан Карлом Кохом в 1849 году на основе материала, собранного им к северу от Гюмри на территории современной Республики Армения и назван в честь дипломата Георга Розена — спутника Коха в путешествии по Ближнему Востоку.

## Синонимы
По данным The Plant List:
- Othocallis koenigii (Fomin) Speta
- Othocallis rosenii (K.Koch) Speta
- Scilla koenigii Fomin

## Распространение и экология
Ареал пролески Розена ограничен влажными субальпийскими лугами Малого Кавказа, где она растёт на высоте 1800—2500 м по берегам горных ручьёв, у тающих снегов.
В Армении растение встречается в верховьях Ахуряна, в районе озера Арпилич, а также на Гегамском хребте в окрестностях города Гавар (Камо). В Грузии — в Джавахетии, в окрестностях Боржоми и Бакуриани, приводится также для Аджарии. На северо-востоке Турции.

## Ботаническое описание
Многолетнее травянистое луковичное растение. Эфемероид: листья появляются с момента таяния снега, цветёт в течение 12—15 дней в конце мая — июне, плодоносит в июле—августе, наземная часть после этого отмирает. Луковица полностью обновляются за 2—4 года, полный цикл жизни растения может быть достаточно велик — в условиях культивирования продолжают цвести луковицы, высаженные более 50 лет назад.
Луковица яйцевидная, крупная — 3—3,5 см высотой, 2—2,5 см шириной, с темно-серыми чешуями.
Листья светло-зелёные, широколинейные, блестящие, на верхушке с колпачком, в количестве 2—3 шт, 8—20 см длиной, 6—15 мм шириной.
Стрелка обычно одна, редко до пяти, 10—35 см высотой. Прицветник у основания цветоножки сердцевидный.
Цветок поникающий, одиночный, реже два цветка на одной стрелке. Листочки околоцветника продолговато-ланцетные, острые, длиной 20—30 мм, шириной — 4-8 мм, светло-голубого (редко — белого, розового) цвета, более бледные у основания, с более тёмной полоской по средней жилке. Тычинки вдвое короче околоцветников, тычиночные нити 2-3 см шир, широкие и плоские, расширенные у основания. Листочки околоцветника начинают отгибаться назад уже в начале цветения, остаются в таком положении до конца цветения.
Завязь грушевидная (обратно-яйцевидная), 4—5 мм высотой, 2—2,5 мм шириной; столбик 6—10 мм дл, тонкий, длиннее завязи, рыльце головчатое. Коробочка яйцевидная. Семена яйцевидные, 2,5—3 мм длиной, 1,5—2 мм шириной, светло-коричневые, с белым ариллусом в виде косо срезанного на конце пенька.

## Культивирование
Как крупноцветковый высокодекоративный вид, пролеска Розена рекомендовалась к широкому использованию в цветоводстве. Растение предпочитает хорошо дренированную увлажненную почву. Отмечалось, что при культивировании увеличиваются размеры растения.
В промышленном цветоводстве вид распространения не получил, его культивирование ограничено коллекциями ботанических садов и частных коллекционеров.

## Охранный статус
Растение занесено в Красную книгу Армении.